# Rohoznianska jelšina
Rohoznianska jelšina este o arie protejată (arie specială de conservare — SAC, sit de importanță comunitară — SCI) din Slovacia întinsă pe o suprafață de 4,5 ha, integral pe uscat.

## Localizare
Centrul sitului Rohoznianska jelšina este situat la coordonatele 48°45′59″N 19°45′52″E / 48.766389°N 19.764444°E.

## Înființare
Situl Rohoznianska jelšina a fost declarat sit de importanță comunitară în octombrie 2011 pentru a proteja 1 specie de animale. Situl a fost protejat și ca arie specială de conservare în august 2011.

## Biodiversitate
Situată în ecoregiunea alpină, aria protejată conține 1 habitat natural: Păduri aluvionare cu Alnus glutinosa și Fraxinus excelsior (Alno-Padion, Alnion incanae, Salicion albae).
La baza desemnării sitului se află o specie protejată de  păsări: acvilă-țipătoare-mică (Clanga pomarina).
Pe lângă speciile protejate, pe teritoriul sitului au mai fost identificate 4 specii de plante, 1 specie de amfibieni.